# Au hasard la chance
Au hasard la chance  est un roman de Michel Tremblay, paru en 2012.

## Résumé
Après des années à fréquenter dans leur intimité dignitaires et diplomates, Louise Wilson-Desrosiers, alias la grande Ti-Lou, alias la célèbre Louve d'Ottawa, débarque un jour de 1925 dans la salle des pas perdus de la gare Windsor de Montréal. Elle a décidé d'abandonner les alcôves du Château Laurier avec, dans ses valises, une somme rondelette amassée au prix d'un corps vendu aux plus offrants. Devenue diabétique, toujours aussi exubérante, elle rentre à Montréal, la ville de son enfance, de sa famille, de son peuple, en espérant que la vie à encore quelque chose en réserve à lui offrir. Cinq destinées se présentent alors à elle, chacune avec son lot de risques et d'opportunités. Ti-Lou hésite. Sur la voie de son destin, elle sait qu'elle doit composer avec le hasard et la chance, mais surtout avec la solitude d'une ancienne prostituée ou les pièges d'un amour inespéré.